# Friedrich III của Thánh chế La Mã
Friedrich III (21 tháng 9 năm 1415 – 19 tháng 8 năm 1493) là Hoàng đế La Mã Thần thánh từ năm 1452 cho đến khi qua đời vào năm 1493. Ông là vị vua thứ tư và hoàng đế đầu tiên của Nhà Habsburg.